# Saison 7 de Mentalist
Chronologie
Saison 6
Cet article présente les treize épisodes de la septième et dernière saison de la série télévisée américaine Mentalist (The Mentalist).

## Synopsis
Après s'être enfin avoué les sentiments qu'ils ressentaient l'un pour l'autre, Jane et Lisbon doivent désormais trouver un moyen de concilier leurs vies professionnelle et personnelle.

## Distribution

### Acteurs principaux
- Simon Baker (VF : Thierry Ragueneau) : Patrick Jane
- Robin Tunney (VF : Cathy Diraison) : agent du FBI Teresa Lisbon
- Tim Kang (VF : Stéphane Pouplard) : agent du FBI Kimball Cho
- Rockmond Dunbar (VF : Gilles Morvan) : agent du FBI Dennis « Nick » Abbot
- Joe Adler (VF : Geoffrey Vigier) : agent spécial du FBI Jason Wylie
- Josie Loren (VF : Kelly Marot) : agent spécial du FBI Michelle Vega

### Acteurs secondaires
- Tim Griffin (VF : Eric Aubrahn) : agent du FBI Ken Spackman (épisodes 1 et 8)
- Garcelle Beauvais (VF : Dominique Vallée) : agent de la CIA Danitra Cass (épisodes 2 et 3)
- Christine Adams (VF : Géraldine Asselin) : Lena Baker, l'épouse d'Abbott (épisodes 4, 6 et 9)
- Dylan Baker (VF : Patrick Osmond) : le directeur de la DEA Bill Peterson (épisodes 6 et 9)
- Robert Belushi : Jimmy Lisbon (épisodes 7 et 13)
- Derek Phillips (VF : Olivier Cordina) : Stan Lisbon (épisodes 7 et 13)
- Milissa Sears : Karen Lisbon (épisodes 7 et 13)
- Joshua Bitton : (VF : Christophe Lemoine) : agent du FBI Rick Tork (épisodes 12 et 13)
- Aubrey Deeker (VF : Marc Saez) : Joe Keller alias « Lazare » (épisodes 12 et 13)

### Invités
- Pedro Pascal (VF : Jean-Christophe Lebert) : agent du FBI Marcus Pike (épisode 1)
- Anna Khaja : Ellen (épisode 1)
- Bryan Rasmussen : Mason (épisode 1)
- Karina Logue : Tish (épisode 1)
- Ray Porter : Wick (épisode 1)
- Frank Clem : Andy (épisode 1)
- Garrett Matheson : Jeremy (épisode 1)
- Liz Hamsher : Skye (épisode 1)
- Connie Schiro : le manager de l'hôtel (épisode 1)
- Holden Scott : Jeremy à 12 ans (épisode 1)
- Dakota Buchanan : William (épisode 1)
- Brit Morgan (VF : Claire Guyot) : Marie (épisode 2)
- Val Lauren (VF : Emmanuel Gradi) : Cole (épisode 2)
- Tom Kiesche : Hendricks (épisode 2)
- Ryan Dorsey : Benson (épisode 2)
- Michael Christian Alexander : le policier d'Austin (épisode 2)
- Monica Garcia : le garde (épisode 2)
- Cher Ferreyra : la chef des détenues (épisode 2)
- Heather Brooker : la seconde détenue (épisode 2)
- Stella Baker : la détenue en colère (épisode 2)
- Luis Jiménez le greffier (épisode 2)
- Morena Baccarin (VF : Laurence Breheret) : Erica Flynn (épisode 3)
- Nick Gracer : Georgi (épisode 3)
- Mark Ivanir (VF : Pierre Dourlens) : Jan Nemic (épisode 3)
- Anto Boghokian : Jameel (épisode 3)
- Tom Kiesche : Hendricks (épisode 3)
- William Abadie : Jacques (épisode 4)
- Devon Barnes : Wren (épisode 4)
- Courtney James Clark : Dixie (épisode 4)
- Will Green : Kirk (épisode 4)
- Leonard Roberts (VF : Daniel Lobé) : Elon (épisode 4)
- Rene Rivera : Josef (épisode 4)
- Nicole Shaloub : Lupe (épisode 4)
- Jeff Branson : Walker (épisode 4)
- Claudia Christian : Greta (épisode 4)
- Amelia Rose Blaire : Bibby (épisode 4)
- Larry Clarke : Bob (épisode 4)
- Brian Houtz : un homme (épisode 4)
- Dinora Walcott : Mary Kate (épisode 4)
- Wiley Pickett : Aaron Raymond (épisode 5)
- Jama Williamson : Denise Cortez (épisode 5)
- Brandon Fobbs : Zach Jefferson (épisode 5)
- Lisa Kaminir : Linda Berry (épisode 5)
- Allison Dunbar : Judy Lomax (épisode 5)
- Daniel Edward Mora : inspecteur Rios (épisode 5)
- Cheryl Bricker : Nicole Raymond (épisode 5)
- William Charlton : Rear Admiral (épisode 5)
- Ross Partridge : Steven Korbell (épisode 6)
- Jeremy Ray Valdez (VF : Paolo Domingo) : Pedro Orosco (épisode 6)
- Chastity Dotson : Anita Hammonds (épisode 6)
- Chris Conner : Jeff Bordick (épisode 6)
- Blake Shields : Mike Milligan (épisode 6)
- Philip Anthony-Rodriguez : Darrell Gonzalez (épisode 6)
- Sumalee Montano : Susan Nguyen (épisode 6)
- Tom Gallop : Charlie McInnis (épisode 7)
- Jeremy Ratchford : George Holiday (épisode 7)
- Michael Cory Davis : Benjamin Bennett (épisode 7)
- Janelle Marra : Vicki Shell (épisode 7)
- David C. Scott : Nathan Barnes (épisode 7)
- Romi Dias : US mandataire Julie Sandoval (épisode 7)
- Ryan Churchill : TJ Mullins (épisode 7)
- Anthony : le greffier de l'hôtel (épisode 7)
- David Barge : le barman (épisode 7)
- Brendan Wayne : Lydon (épisode 8)
- Mary Kay Place (VF : Brigitte Virtudes) : Belinda (épisode 8)
- Devon Graye (VF : Stanislas Forlani) : Ethan (épisode 8)
- Tyler Case : Caleb (épisode 8)
- Alexa Vega : Lily (épisode 8)
- Jeff Ward (en) : Matthew (épisode 8)
- Matthew Alan : Kelvin (épisode 8)
- Burt Grinstead : l'agent immobilier (épisode 8)
- Karolin Luna : le barman (épisode 8)
- Juan Monsalvez : Diego (épisode 8)
- Linda Burzynski : EMT (épisode 8)
- Kathryn Taylor : le garde de la sécurité de l’hôtel (épisode 8)
- Tangie Ambrose : Samantha Barsocky (épisode 9)
- M. C. Gainey : (VF : François Siener) : Pete Barsocky (épisode 9)
- Shenik Taylor : Stacey (épisode 9)
- Cheryl Lynn Bowers : Missy (épisode 9)
- Braden Lynch : l'aide législative (épisode 9)
- Stephan Jared : le policier (épisode 9)
- William Gregory Lee : Steve Sellers (épisode 10)
- A. J. Buckley : Ace Brunell (épisode 10)
- Alex Weed : Tommy Brunell (épisode 10)
- Lewis T. Powell : Larry (épisode 10)
- Troy Blendell : Gil Clark (épisode 10)
- Ben Begley : Ken Fletcher (épisode 10)
- Victoria Garcia : Tawnia Meeks (épisode 10)
- Allison Bills : Jenny Moss (épisode 10)
- Alex Fernandez : inspecteur Portis (épisode 10)
- Jason Cabell : inspecteur Caldwell (épisode 10)
- Jill Basey : Susan Cofield (épisode 10)
- Sean Spann : Phil Cofield (épisode 10)
- Kal Bennett : Elizabeth Kerrigan (épisode 10)
- Michael Christ : le sous-procureur général (épisode 10)
- Alex Saxon (VF : Gabriel Bismuth-Bienaimé) : Gabriel Osbourne (épisode 11)
- Anastaia Phillips : Ree Osbourne (épisode 11)
- Toni Trucks : Ranger Jill Ayres (épisode 11)
- Flavia Watson : Megan (épisode 11)
- Nick Fink : Donnie (épisode 11)
- Shaan Sharma : Stewart (épisode 11)
- Ziah Colon : Jeanette (épisode 11)
- Marina Anderson : agent Melissa Boone (épisode 11)
- Blake Sheldon : Marcus Whitmer (épisode 11)
- Matt Lasky : Brian Whitmer (épisode 11)
- Zoe Cotton : la vieille dame (épisode 11)
- Melora Walters : Amber (épisode 11)
- Rocky McMurray : le patrouilleur d'autoroute (épisode 11)
- Juan Monsalvez : Diego Cardenas (épisode 11)
- John Marshall Jones (VF : Thierry Desroses) : Dan Glover (épisodes 12 et 13)
- John D'Aquino : Bill Herman (épisode 12)
- Jennifer Christopher : Susan Herman (épisode 12)
- Kirk Bovill : le chauffeur (épisode 12)
- Jessie Lande : l'assistant du légiste (épisode 12)
- Angela Alvarado Rosa : le lieutenant Nieto (épisode 12)
- Julie Alexander : le régisseur (épisode 12)
- Julie Tolivar : Mary Lynn (épisode 12)
- Ariel Paredes : Heidi (épisode 12)
- Dan Donohue : l'animateur de radio (épisode 12)
- Kiersten Warren : Kelis Weir (épisode 12)
- Tony Pasqualini : Alan Saltonstall (épisode 12)
- Ivette Gonzalez : Rita Martinez (épisode 12)
- Mandy June Turpin : l'agent immobilier (épisode 12)
- An Nguyen : la femme de la victime (épisode 12)
- Garrett Nichols : le propriétaire (épisode 12)
- Owain Yeoman (VF : Thibaut Belfodil) : Wayne Rigsby (épisode 13)
- Amanda Righetti (VF : Stéphanie Lafforgue) : Grace Van Pelt (épisode 13)
- Angela Sprinkle : Lucy (épisode 13)
- Joyce Guy : le juge Emily Hamilton (épisode 13)
- Maya Gilbert : le greffier de la ville (épisode 13)
- Henri Lubatti : Roger (épisode 13)
- Rachel Keller : Anne (épisode 13)
- Ryan Fisher : James (épisode 13)
- Chris D’annunzio : le prévôt des incendies (épisode 13)
- Elizabeth Guest : la caissière (épisode 13)
- Maitely Weismann : la Ranger (épisode 13)
- Jan Munroe : le Ranger (épisode 13)
- Karl Sonnenberg : CBI Karl (épisode 13)
- John Troy Donovan (VF : Bertrand Dingé) : CBI Ron (épisode 13)

## Production

### Développement
Le 10 mai 2014, CBS a officiellement renouvelé la série pour cette septième saison de treize épisodes et le 14 mai 2014, la chaîne annonce que la série reviendra dès la mi-saison 2014-2015.
Le 4 novembre 2014, CBS a officiellement annoncé que cette saison serait la dernière de la série.
Le 24 novembre 2014, Bruno Heller évoque qu'une huitième saison est toujours possible.

### Casting
En juin 2014, l'acteur Joe Adler (Jason Wylie) a été promu acteur régulier et un nouveau personnage principal, Michelle Vega, jeune recrue du FBI sont annoncés lors de la septième saison.
En juillet 2014, l'actrice Josie Loren a obtenu le rôle principal du personnage de Michelle Vega lors de la septième saison.
En août 2014, l'actrice Morena Baccarin a été confirmée pour reprendre son rôle d'Erica Flynn le temps de l'épisode 3 et l'actrice Emily Swallow (agent Kim Fisher) de ne pas revenir dans la septième saison.
En octobre 2014, les acteurs Dylan Baker, Rob Belushi, Derek Phillips, Tangie Ambrose et M. C. Gainey ont obtenu un rôle le temps d'un épisode. Les deux derniers acteurs reprennent leurs rôles de leur précédente apparition.
En novembre 2014, Joshua Bitton, qui était apparu le temps d'un épisode lors de la quatrième saison, a été confirmé pour reprendre son rôle de l'agent Rick Tork le temps de l'épisode 12, Christine Adams interprétera le rôle de la femme de l'agent Abbot et AJ Buckley a obtenu un rôle le temps d'un épisode.
En décembre 2014, Owain Yeoman et Amanda Righetti vont revenir dans la série pour reprendre leurs rôles de Wayne Rigsby et Grace Van Pelt dans le dernier épisode de cette saison.
En janvier 2015, Joyce Guy apparaîtra le temps d'un épisode dans le rôle du juge Emily Hamilton.

### Diffusions
Aux États-Unis, la chaîne a annoncé la diffusion de la saison à partir du 30 novembre 2014 à 21 h et se terminera par un double épisode le 18 février 2015 de 20 h à 22 h.

## Liste des épisodes

### Épisode 1:Pas de nuages à l'horizon
- Canada : 27 novembre 2014 sur CTV
- États-Unis : 30 novembre 2014[16] sur CBS
- Belgique : 9 mai 2015 sur Be Séries
- Suisse : 21 août 2015 sur RTS Un
- France : 25 août 2015 sur TF1[17]
- Québec : 7 septembre 2015 sur V

- États-Unis : 10,89 millions de téléspectateurs[18] (première diffusion)
- Canada : 1,7 million de téléspectateurs[19] (première diffusion + différé 7 jours)
- France : 7,77 millions de téléspectateurs[20] (première diffusion)

- Pedro Pascal (agent du FBI Marcus Pike)
- Tim Griffin (Kenneth)
- Anna Khaja (Ellen)
- Bryan Rasmussen (Mason)
- Karina Logue (Tish)
- Ray Porter (Wick)
- Frank Clem (Andy)
- Garrett Matheson (Jeremy)
- Liz Hamsher (Skye)
- Dakota Buchanan (William)
- Connie Schiro (le manager de l'hôtel)
- Holden Scott (Jeremy à 12 ans)

Deux semaines après s'être embrassés, Jane et Lisbon sont de retour au FBI, en couple, mais décident de cacher leur relation aux membres de leur équipe ainsi qu'à Abbot. Ils enquêtent sur le meurtre d'un agent du FBI qui était sous couverture. Plus tard, l'enquête va les orienter sur la piste d'un trafic d'armes et sur un autre meurtre, vieux de 10 ans.
- Cet épisode a réalisé la meilleure audience pour un début de saison[18] depuis la cinquième.

### Épisode 2:Sous les verrous
- Canada : 4 décembre 2014 sur CTV
- États-Unis : 7 décembre 2014 sur CBS
- Belgique : 9 mai 2015 sur Be Séries
- Suisse : 21 août 2015 sur RTS Un
- France : 1er septembre 2015 sur TF1
- Québec : 14 septembre 2015 sur V

- États-Unis : 8,7 millions de téléspectateurs[21] (première diffusion)
- Canada : 1,5 million de téléspectateurs[22] (première diffusion + différé 7 jours)
- France : 7,52 millions de téléspectateurs[23] (première diffusion)

- Garcelle Beauvais (Danitra Cass)
- Brit Morgan (Marie Flanigan)
- Val Lauren (Cole Foster)
- Tom Kiesche (Hendricks)
- Ryan Dorsey (Benson)
- Michael Christian Alexander (le policier d'Austin)
- Monica Garcia (le garde)
- Cher Ferreyra (la chef des détenues)
- Heather Brooker (la seconde détenue)
- Stella Baker (la détenue en colère)
- Luis Jiménez (le greffier)

- Stella Baker, la fille de Simon Baker, joue le rôle d'une détenue.

### Épisode 3:De l'eau dans le gaz
- Canada : 11 décembre 2014 sur CTV
- États-Unis : 14 décembre 2014 sur CBS
- Belgique : 16 mai 2015 sur Be Séries
- Suisse : 28 août 2015 sur RTS Un
- France : 8 septembre 2015 sur TF1
- Québec : 21 septembre 2015 sur V

- États-Unis : 8,37 millions de téléspectateurs[24] (première diffusion)
- Canada : 1,6 million de téléspectateurs[25] (première diffusion + différé 7 jours)
- France : 7,46 millions de téléspectateurs[26] (première diffusion)

- Morena Baccarin (Erica Flynn)
- Garcelle Beauvais (Danitra Cass)
- Nick Gracer (Georgi)
- Mark Ivanir (Jan Nemic)
- Anto Boghokian (Jameel)
- Tom Kiesche (Hendricks)

La CIA demande au FBI que Patrick et Teresa s'envolent pour Beyrouth, où ils devront collaborer avec Erica Flynn, qui a demandé leur aide afin d'appréhender Jan Nemic, messager pour des organisations terroristes et petit-ami de cette dernière. En échange de cela, elle sera amnistiée pour ses crimes. 
- Cet épisode marque le retour du personnage d'Erica Flynn interprétée par l'actrice Morena Baccarin.
- Dans cet épisode, il est fait référence à Walter Mashburn et Lorelei Martins, des personnages apparus lors des saisons précédentes.

### Épisode 4:Double Facette
- Canada : 18 décembre 2014 sur CTV
- États-Unis : 21 décembre 2014 sur CBS
- Belgique : 16 mai 2015 sur Be Séries
- Suisse : 28 août 2015 sur RTS Un
- France : 15 septembre 2015 sur TF1
- Québec : 28 septembre 2015 sur V

- États-Unis : 8,68 millions de téléspectateurs[27] (première diffusion)
- Canada : 1,61 million de téléspectateurs[28] (première diffusion + différé 7 jours)
- France : 6,6 millions de téléspectateurs[29] (première diffusion)

- William Abadie (Jacques)
- Devon Barnes (Wren)
- Courtney James Clark (Dixie)
- Will Green (Kirk)
- Leonard Roberts (Elon)
- Christine Adams (Lena Baker)
- Rene Rivera (Josef)
- Nicole Shaloub (Lupe)
- Jeff Branson (Walker)
- Claudia Christian (Greta)
- Amelia Rose Blaire (Bibby)
- Larry Clarke (Bob)
- Dinora Walcott (Mary Kate)
- Brian Houtz (un homme)

L'équipe enquête sur un mystérieux assassinat, visiblement lié à une affaire de contrefaçon de diamants. La victime tenait un stand dans un salon consacré aux pierres précieuses. Cho et Vega mènent leurs investigations sur les lieux du drame tandis que Lisbon se rend chez son ex-femme pour l'interroger. Souffrant, Jane dirige les opérations depuis le bureau.

### Épisode 5:Encore chaud
- États-Unis : 28 décembre 2014 sur CBS
- Canada : 1er janvier 2015 sur CTV
- Belgique : 23 mai 2015 sur Be Séries
- Suisse : 4 septembre 2015 sur RTS Un
- France : 22 septembre 2015 sur TF1
- Québec : 5 octobre 2015 sur V

- États-Unis : 8,48 millions de téléspectateurs[30] (première diffusion)
- Canada : 1,21 million de téléspectateurs[31] (première diffusion + différé 7 jours)
- France : 6,94 millions de téléspectateurs[32] (première diffusion)

- Wiley Pickett (Aaron Raymond)
- Jama Williamson (Denise Cortez)
- Brandon Fobbs (Zach Jefferson)
- Lisa Kaminir (Linda Berry)
- Allison Dunbar (Judy Lomax)
- Daniel Edward Mora (inspecteur Rios)
- Cheryl Bricker (Nicole Raymond)
- William Charlton (Rear Admiral)
- Delpaneaux Wills (le soldat)
- Jimmy Carlson (l'homme)

- L'acteur Simon Baker, interprète de Patrick Jane, a réalisé cet épisode.

### Épisode 6:Une idée lumineuse
- États-Unis : 7 janvier 2015 sur CBS
- Canada : 8 janvier 2015 sur CTV
- Belgique : 23 mai 2015 sur Be Séries
- Suisse : 4 septembre 2015 sur RTS Un
- France : 29 septembre 2015 sur TF1
- Québec : 12 octobre 2015 sur V

- États-Unis : 9,05 millions de téléspectateurs[33] (première diffusion)
- Canada : 1,24 million de téléspectateurs[34] (première diffusion + différé 7 jours)
- France : 7,37 millions de téléspectateurs[35] (première diffusion)

- Christine Adams (Lena Baker)
- Dylan Baker (Bill Peterson)
- Ross Partridge (Steven Korbell)
- Jeremy Ray Valdez (Pedro Orosco)
- Chastity Dotson (Anita Hammonds)
- Chris Conner (acteur) (Jeff Bordick)
- Blake Shields (Mike Milligan)
- Philip Anthony-Rodriguez (Darrell Gonzalez)
- Sumalee Montano (Susan Nguyen)

Jane, Lisbon et l'équipe du FBI sont amenés à enquêter sur un raid bâclé de la DEA, mais lorsque l'ancien patron d'Abbot, Bill Peterson, essaie de le faire chanter sur l'affaire à la Station Rio Bravo en lui demandant de ne pas parler des erreurs de son agence, ce dernier est contraint de choisir entre sa carrière et sa morale.
Abbot révèle alors à Jane que Peterson tente de le manipuler, puisqu'il est au courant qu'il a tué le membre d'un cartel sans en avoir reçu l'ordre. Après qu'Abbot a donné l'ordre d'arrêter Peterson pour démasquer le coupable, en suivant le plan de Jane, Peterson lui dit qu'il racontera tout. Cependant, Jane défend Abbot en le menaçant de parler de l'argent sale qu'il a caché et laissant entendre que ce n'est qu'une question de temps avant qu'il ne soit arrêté officiellement.

### Épisode 7:Mon as de cœur
- États-Unis : 14 janvier 2015 sur CBS
- Canada : 15 janvier 2015 sur CTV
- Belgique : 30 mai 2015 sur Be Séries
- Suisse : 11 septembre 2015 sur RTS Un
- France : 6 octobre 2015 sur TF1
- Québec : 19 octobre 2015 sur V

- États-Unis : 9,36 millions de téléspectateurs[36] (première diffusion)
- Canada : 1,17 million de téléspectateurs[37] (première diffusion + différé 7 jours)
- France : 7,29 millions de téléspectateurs[38] (première diffusion)

- Robert Belushi (Jimmy Lisbon)
- Derek Phillips (Stan Lisbon)
- Milissa Sears (Karen Lisbon)
- Tom Gallop (Charlie McInnis)
- Jeremy Ratchford (George Holiday)
- Michael Cory Davis (Benjamin Bennett)
- Janelle Marra (Vicki Shell)
- David C. Scott (Nathan Barnes)
- Romi Dias (US mandataire Julie Sandoval)
- Ryan Churchill (TJ Mullins)
- Anthony (le greffier de l'hôtel)
- David Barge (le barman)

### Épisode 8:Jeu de traque
- États-Unis : 21 janvier 2015 sur CBS
- Canada : 22 janvier 2015 sur CTV
- Belgique : 30 mai 2015 sur Be Séries
- Suisse : 11 septembre 2015 sur RTS Un
- France : 13 octobre 2015 sur TF1
- Québec : 26 octobre 2015 sur V

- États-Unis : 9,6 millions de téléspectateurs[39] (première diffusion)
- Canada : 1,39 million de téléspectateurs[40] (première diffusion + différé 7 jours)
- France : 7,97 millions de téléspectateurs[41] (première diffusion)

- Brendan Wayne (Lydon)
- Tim Griffin (agent Spackman)
- Mary Kay Place (Belinda)
- Devon Graye (Ethan)
- Tyler Case (Caleb)
- Alexa Vega (Lily)
- Jeff Ward (en) (Matthew)
- Matthew Alan (Kelvin)
- Juan Monsalvez (Diego)
- Burt Grinstead (l'agent immobilier)
- Karolin Luna (le barman)
- Linda Burzynski (EMT)
- Kathryn Taylor (la sécurité de l’hôtel)

Un tueur à gages abat un témoin et les agents du FBI qui l'escortaient, alors qu'il se rendait à la barre pour témoigner contre Kelvin Whitaker, un homme accusé d'avoir tabassé un étudiant à la sortie d'un bar à San Diego, en Californie.

### Épisode 9:Une occasion en or
- États-Unis : 28 janvier 2015 sur CBS
- Canada : 30 janvier 2015 sur CTV
- Belgique : 6 juin 2015 sur Be Séries
- Suisse : 18 septembre 2015 sur RTS Un
- France : 20 octobre 2015 sur TF1
- Québec : 2 novembre 2015 sur V

- États-Unis : 9,17 millions de téléspectateurs[42] (première diffusion)
- Canada : 1,13 million de téléspectateurs[43] (première diffusion + différé 7 jours)
- France : 6,46 millions de téléspectateurs[44] (première diffusion)

- Dylan Baker (agent Peterson)
- Christine Adams (Lena Baker)
- M. C. Gainey (Pete Barsocky)
- Tangie Ambrose (Samantha Barsocky)
- Shenik Taylor (Stacey)
- Cheryl Lynn Bowers (Missy)
- Braden Lynch (aide législative)
- Stephan Jared (le policier)

- L'épisode est dédié à Danielle Aranda, une employée de Warner Bros (où est tournée la série), qui est décédée le 3 décembre 2014.

### Épisode 10:Rien n'est éternel
- États-Unis : 4 février 2015 sur CBS
- Canada : 6 février 2015 sur CTV
- Belgique : 6 juin 2015 sur Be Séries
- Suisse : 18 septembre 2015 sur RTS Un
- France : 27 octobre 2015 sur TF1
- Québec : 16 novembre 2015 sur V

- États-Unis : 8,97 millions de téléspectateurs[45] (première diffusion)
- France : 7,26 millions de téléspectateurs[46] (première diffusion)

- William Gregory Lee (Steve Sellers)
- A. J. Buckley (Ace Brunell)
- Alex Weed (Tommy Brunell)
- Lewis T. Powell (Larry)
- Troy Blendell (Gil Clark)
- Ben Begley (Ken Fletcher)
- Victoria Garcia (Tawnia Meeks)
- Allison Bills (Jenny Moss)
- Alex Fernandez (lieutenant Portis)
- Jason Cabell (lieutenant Caldwell)
- Jill Basey (Susan Cofield)
- Sean Spann (Phil Cofield)
- Kal Bennett (Elizabeth Kerrigan)
- Michael Christ (le sous-procureur général)

L'équipe part à la poursuite d'un dangereux gang de voleurs de fourgons blindés. À la suite d'une fusillade dans un restaurant avec les malfaiteurs, l'agent Michelle Vega, gravement touchée, meurt de ses blessures à l'hôpital. Chacun de ses coéquipiers réagit de manière différente à cette mort.
L’équipe prend en chasse le trio de malfaiteurs, dont un sérieusement blessé, qui dans sa fuite prend en otage une femme âgée et son neveu dans leur maison. Sans solution, Jane décide de rentrer dans la maison et de se faire prendre en otage pour pouvoir créer la confusion chez les malfaiteurs et faciliter leur capture. Les braqueurs finissent par se quereller. Le tueur de Vega abat son complice et il est abattu à son tour par Cho.
- Cet épisode marque le départ de l'actrice Josie Loren de la série.

### Épisode 11:Il ne faut pas jouer...
- États-Unis : 11 février 2015 sur CBS
- Canada : 13 février 2015 sur CTV
- Belgique : date inconnue sur Be Séries
- Suisse : 18 septembre 2015 sur RTS Un
- France : 3 novembre 2015 sur TF1
- Québec : 23 novembre 2015 sur V

- États-Unis : 9,1 millions de téléspectateurs[47] (première diffusion)
- France : 7,6 millions de téléspectateurs[48] (première diffusion)

- Alex Saxon (Gabriel Osbourne)
- Anastaia Phillips (Ree Osbourne)
- Toni Trucks (le ranger Jill Ayres)
- Flavia Watson (Megan)
- Nick Fink (Donnie)
- Shaan Sharma (Stewart)
- Ziah Colon (Jeanette)
- Marina Anderson (agent Melissa Boone)
- Blake Sheldon (Marcus Whitmer)
- Matt Lasky (Brian Whitmer)
- Melora Walters (Amber)
- Juan Monsalvez (Diego Cardenas)
- Zoe Cotton (la vieille dame)
- Rocky McMurray (le patrouilleur d'autoroute)

Alors qu'il a disparu depuis une semaine, Jane est reconduit dans les bureaux du FBI, qui a absolument besoin de lui. L'équipe du FBI enquête sur une nouvelle affaire. Deux étudiants, Donnie Putnam et Megan Brooks, ont été retrouvées morts avec plusieurs balles dans le corps et les ongles arrachés. Un peu plus tard, une jeune femme nommée Ree Osbourne et son frère Gabriel se présentent au bureau du FBI pour proposer leur aide afin d'élucider ces meurtres. Gabriel aurait des dons de médium, et ses visions finissent par conduire l'équipe du FBI vers cinq autres cadavres enterrés dans un champ. Lisbon et Jane ne sont pas dupes (Jane ayant lui-même feint d'être un médium il y a des années) et Gabriel devient alors le principal suspect de ces meurtres en série. Il est interrogé par Jane au bureau du FBI.
Faute de preuves, Gabriel est relâché grâce à sa sœur et l'intervention de son avocat. Il fait aussitôt une déclaration devant la presse pour dire qu'il a été injustement suspecté. Il révèle ensuite aux journalistes qu'un tueur en série est en liberté et que celui-ci ne s'arrêtera pas de tuer.

### Épisode 12:...avec le feu
- États-Unis /  Canada : 18 février 2015 sur CBS / CTV
- Belgique : date inconnue sur Be Séries
- Suisse : 25 septembre 2015 sur RTS Un
- France : 10 novembre 2015 sur TF1
- Québec : 30 novembre 2015 sur V

- États-Unis : 10,1 millions de téléspectateurs[49] (première diffusion)
- Canada : 2,09 millions de téléspectateurs[50] (première diffusion + différé 7 jours)
- France : 7,63 millions de téléspectateurs[51] (première diffusion)

- Joshua Bitton (Rick Tork)
- Aubrey Deeker (Joseph Keller, alias Lazare)
- Alex Saxon (Gabriel Osbourne)
- John D'Aquino (Bill Herman)
- Jennifer Christopher (Susan Herman)
- Angela Alvarado Rosa (lieutenant Nieto)
- John Marshall Jones (Dan Glover)
- Julie Tolivar (Mary Lynn)
- Ariel Paredes (Heidi)
- Kiersten Warren (Kelis Weir)
- Tony Pasqualini (Alan Saltonstall)
- Ivette Gonzalez (Rita Martinez)
- Kirk Bovill (le chauffeur)
- Jessie Lande (l'assistant du légiste)
- Julie Alexander (le régisseur)
- Dan Donohue (l'animateur de radio)
- Mandy June Turpin (l'agent immobilier)
- An Nguyen (la femme de la victime)
- Garrett Nichols (le propriétaire)

Jane explique à Teresa qu'il veut construire quelque chose de sérieux avec elle et qu'il est prêt à le lui prouver. Il a pour cela fait l'acquisition d'une maison au bord d'un lac, qu'il veut agrandir pour y vivre avec elle. 
Pendant ce temps, le FBI s'efforce toujours d'appréhender le tueur en série responsable de la mort de Gabriel Osbourne et de sa sœur, qui a fait une dixième victime, une jeune femme nommée Susan Herman. Le tueur l'a enlevée chez elle, lui a tiré une balle dans la poitrine, lui a retiré un ongle, et a prélevé une partie de son sang. Jane note que cette fois-ci, le tueur a laissé sa victime à la vue de tout le monde, sans doute par arrogance.
Le FBI étant en sous-effectif, l'agent Rick Tork du FBI est envoyé pour prêter main-forte à l'équipe dans cette affaire. Comme l'enquête n'avance pas, Patrick Jane accepte, selon la suggestion de Tork, de jouer le rôle d'un medium dans une interview télévisée, afin d'attirer l'attention du tueur. Le reste de l’équipe est réticent et angoissé, au souvenir de l’assassinat de sa femme et sa fille, la dernière fois qu'il l'avait fait.
- Une référence est faite dans l'épisode au tueur en série David Berkowitz, surnommé « le fils de Sam » ; d'autres références sont faites indirectement au tueur en série John le Rouge.
- L'acteur Joshua Bitton était déjà apparu dans la saison 4.

### Épisode 13:Jusqu'à la fin
- États-Unis /  Canada : 18 février 2015 sur CBS / CTV
- Belgique : date inconnue sur Be Séries
- Suisse : 25 septembre 2015 sur RTS Un
- France : 24 novembre 2015 sur TF1
- Québec : 7 décembre 2015 sur V

- États-Unis : 10,1 millions de téléspectateurs[49] (première diffusion)
- Canada : 2,09 millions de téléspectateurs[50] (première diffusion + différé 7 jours)
- France :
  - 8,49 millions de téléspectateurs[52] (première diffusion)
  - 9,32 millions de téléspectateurs[réf. nécessaire] (première diffusion + différé 7 jours)

- Owain Yeoman (Wayne Rigsby)
- Amanda Righetti (Grace Van Pelt)
- Joshua Bitton (Rick Tork)
- Aubrey Deeker (Joe Keller, alias Lazare)
- Robert Belushi (Jimmy Lisbon)
- Derek Phillips (Stan Lisbon)
- Milissa Spears (Karen)
- Angela Sprinkle (Lucy)
- John Marshall Jones (Dan Glover)
- Joyce Guy (le juge Emily Hamilton)
- Henri Lubatti (Roger)
- Rachel Keller (Anne)
- Ryan Fisher (James)
- Karl Sonnenberg (l'agent Karl du CBI)
- John Troy Donovan (l'agent Ron du CBI)
- Maya Gilbert (Greffier de la ville)
- Chris D’annunzio (le prévôt des incendies)
- Elizabeth Guest (la caissière)
- Maitely Weismann (la Ranger)
- Jan Munroe (le Ranger)
- Lucas Barker (enfant Lisbon no 1)
- Ella Jerge (enfant Lisbon no 2)

24 heures après l'explosion provoquée par Jane, Teresa, très touchée, accepte la demande en mariage surprise de Patrick. Alors que ces derniers souhaitent un mariage en toute intimité, ils se retrouvent très rapidement dépassés par les événements : Abbott décide de prendre en main la cérémonie, tandis que les frères de Lisbon et tous ses collègues (y compris Wayne Rigsby et Grace Van Pelt) s'invitent à la cérémonie. Cho aide Lisbon à trouver une robe de mariée et Patrick cherche une bague. 
De son côté, Lazare a survécu à l'explosion et est bien décidé à se venger de Jane. Pour cela, afin de retrouver sa trace, il emmène dans les bois Dan Glover, le présentateur de l'émission de télé où Jane avait été interviewé quelques jours avant. Il le tue à coups de couteau après lui avoir volé sa voiture et son portable. Il contacte ensuite le FBI en se faisant passer pour ce dernier afin de retrouver la trace de Jane, et apprend alors de Tork que Jane va se marier.
Par la suite, grâce au laboratoire scientifique, Abbott, Cho et Tork apprennent que Keller est en vie. Ils évitent de fournir cette information aux futurs mariés, ces derniers étant sur leur nuage, et décident d'encadrer le mariage avec plusieurs agents du FBI. Ils décident de changer la localisation du mariage, mais Lazare arrive à les retrouver en se cachant dans le coffre du juge censé les marier. Entre-temps, Jane a senti le subterfuge et obtenu l'information d'Abbott. Il la partage avec Lisbon et un plan est élaboré. Au moment où Lazare passe à l'action, il est appréhendé par Abbott, Tork et Cho qui l'attendaient. 
- Cet épisode réalise la meilleure audience de fin de saison que les deux dernières.[réf. nécessaire]